# Gelb-Seggen
Die Gelb-Seggen (Carex flava agg.), auch Igelgras, sind ein Artenkomplex innerhalb der Familie der Sauergrasgewächse (Cyperaceae). Darin werden mehrere, nahe verwandte, ähnlich aussehende und daher bestimmungskritische Seggen-Arten und -Unterarten zusammengefasst.

## Beschreibung

### Vegetative Merkmale
Gelb-Seggen-Arten sind zierliche, ausdauernde krautige Pflanzen und erreichen Wuchshöhen von 5 bis 60 Zentimetern, wobei insbesondere Carex viridula kleinwüchsig und gedrungen ist, Carex flava var. flava dagegen relativ am größten. Je nach Art sind diese nur sommer- oder auch wintergrün. Sie entwickeln keine Ausläufer, sondern lockere bis dichte, kleine Horste bilden. Die Pflanzenteile zeigen je nach Art und Reifezustand eine gelbgrüne bis hellgelbe Färbung, was der Artengruppe auch den Namen gab. Nur die grundständigen Blattscheiden erscheinen gelbbraun. Die Blattspreiten sind meist 2 bis 5 Millimeter breit.

### Generative Merkmale
Die Blütezeit liegt in den Sommermonaten. Gelb-Seggen-Arten sind einhäusig getrenntgeschlechtig (monözisch). Sie zählen zu den Verschiedenährigen Seggen. Am oberen Ende Blütenstände ist ein einzelnes, schmal-zylindrisches, braunes Ährchen mit männlichen Blüten ausgebildet, unter dem sich ein oder mehrere (zwei bis maximal vier) kugelig-ovale weibliche Ährchen befinden. Die weiblichen Ährchen enthalten mehr oder weniger „aufgeblasenen“, „geschnäbelten“ (spitz zulaufenden) und sich rundum „igelig“ abspreizenden Fruchtschläuchen mit jeweils drei Narben. Die genaue Form der Schläuche sowie Anzahl und Lage der Ährchen zueinander sind einige wesentliche Bestimmungsmerkmale innerhalb der Artengruppe. Auch die Ausrichtung des Hüllblattes, welches sich an der Basis des untersten weiblichen Ährchens befindet, gibt einigen Aufschluss über die Artzugehörigkeit (Näheres in den jeweiligen Artikeln). Die Fruchtschläuche sind gelb-grün bis hell-gelb.

## Systematik des ArtenkomplexesCarex flavaagg.
- (Echte/Große) Gelb-Segge (Carex flava L. s. str.): Die Chromosomenzahl beträgt 2n = 60.[2]
  - Alpen-Gelb-Segge (Carex flava L. var. alpina Kneuck., Syn.: Carex flavella Krecz.)
  - Gewöhnliche Gelb-Segge (Carex flava L. var. flava)
- Späte Gelb-Segge (Carex viridula Michx.)
  - Gewöhnliche Späte Gelb-Segge (Carex viridula Michx. var. viridula, Syn.: Carex oederi auct., Carex serotina Mérat, Carex viridula subsp. viridula): Die Chromosomenzahl beträgt 2n = 68 oder 70.[2]
  - Küsten-Gelb-Segge, Skandinavische Gelb-Segge (Carex viridula Michx. var. pulchella (Lönnr.) B.Schmid, Syn.: Carex scandinavica Davies, Carex serotina subsp. pulchella (Lönnr.) Ooststr.): Die Chromosomenzahl beträgt 2n = 70.[2]
- Grünliche Gelb-Segge, Aufsteigende Gelb-Segge (Carex demissa Hornem., Syn.: Carex tumidicarpa Anderss., Carex viridula subsp. oedocarpa (Andersson) B.Schmid): Die Chromosomenzahl beträgt 2n = 70.[2]
- Schuppenfrüchtige Gelb-Segge (Carex lepidocarpa Tausch, Syn.: Carex viridula subsp. brachyrrhyncha (Celak.) B.Schmid): Die Chromosomenzahl beträgt 2n = 68.[2]
- Carex derelicta Štěpánková (Syn.: Carex viridula subsp. pseudoscandinavica Holub): Dieser Endemit wurde 2008 aus der Tschechischen Republik erstbeschrieben.[3]

## Standortsansprüche

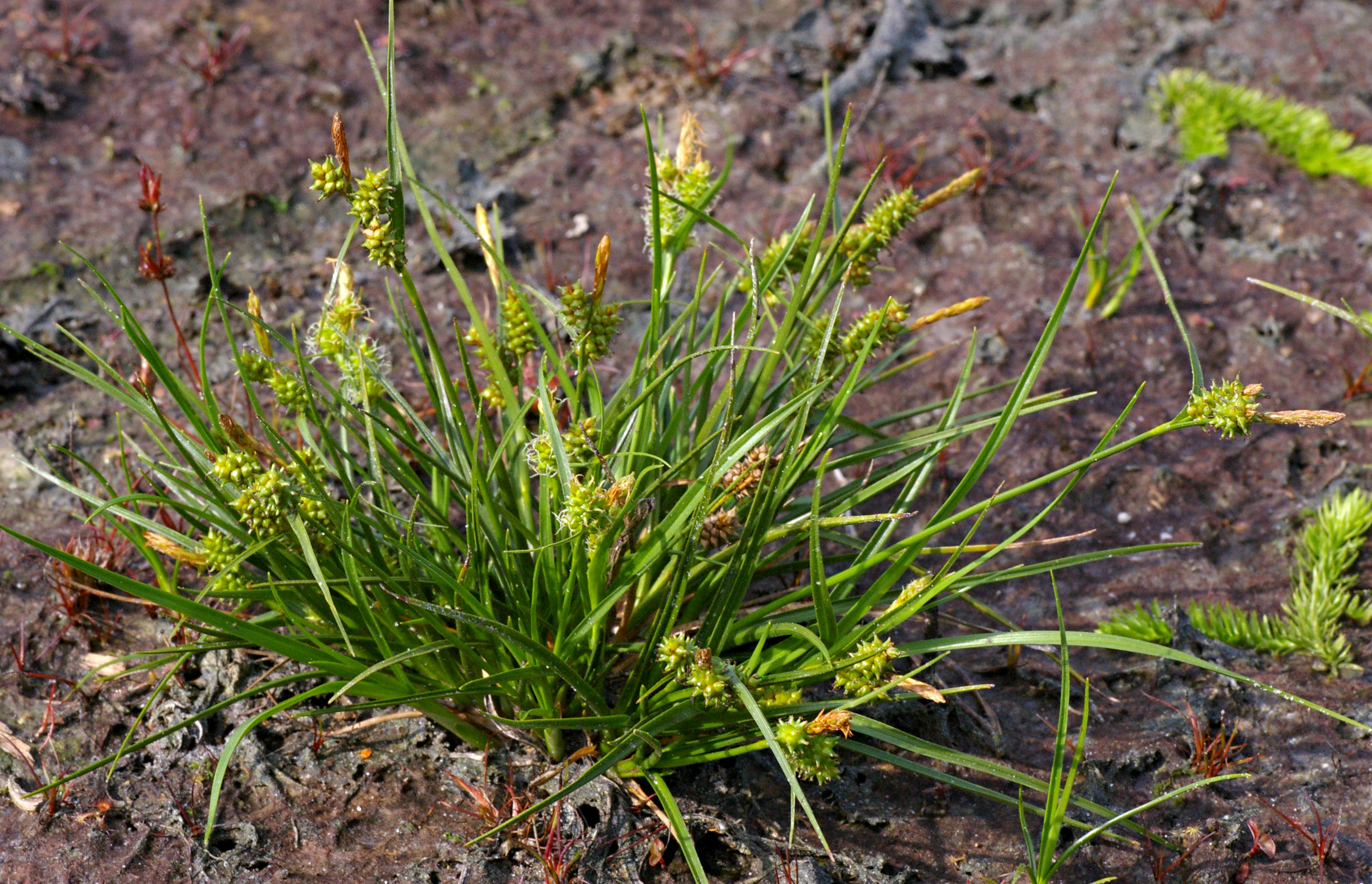
Die Gewöhnliche Späte Gelb-Segge (Carex viridula var. viridula) bildet niedrige, feste Horste.

Allen Arten gemein ist die Bevorzugung offener, sickernasser Standorte in nährstoffarmen, aber basenreichen Nieder- und Quellmooren, Nasswiesen, Rieselfluren oder an ähnlichen Stellen mit schwach bis mäßig sauren Sumpfhumusböden auf Lehm, Niedermoor oder sandigem Anmoor. Insbesondere Carex demissa gilt als Nässezeiger (Feuchtezahl 9 gemäß Ellenbergscher Zeigerwerte; Carex viridula und Carex flava s. str. weisen die Feuchtezahl 8 auf). Carex flava s. str. präferiert eindeutig kalkhaltige Standorte (Reaktionszahl: 8), ebenso wie Carex lepidocarpa, während die übrigen Arten hierbei als indifferenter zu bewerten sind. Alle haben ein hohes Lichtbedürfnis (Lichtzahl: 8) und eine geringe Stickstofftoleranz (N-Zahl: 2).
Pflanzensoziologisch sind die Gelb-Seggen vor allem in der Klasse der Kleinseggenriede (Scheuchzerio-Caricetea nigrae) vergesellschaftet; die kalkholderen Arten Carex flava s. str. und Carex lepidocarpa dabei insbesondere in der Ordnung Caricetalia davallianae (Davallseggen-Kalkniedermoor). Carex demissa wird auch als eine Charakterart der Assoziation Parnassio-Caricetum nigrae (Herzblatt-Braunseggensumpf) angesehen. Carex viridula kommt neben Kleinseggenrieden unter anderem auch in Strandlingsrasen (Littorelletea uniflorae), Hochmoor-Schlenken (Sphagno-Utricularion) sowie Feuchtpionier- und Flutrasen (Lolio-Potentillion) vor.

## Verbreitung und Gefährdung
(Florengebiete gemäß Oberdorfer)

- Carex flava var. alpina: Alpin (nur in den Alpen und im Alpenvorland). In den Allgäuer Alpen steigt sie nahe der Koblachhütte nördlich von Warth in Bayern bis in eine Höhenlage von 1900 Meter auf.[4]
- Carex flava var. flava: Nordisch-eurassubozean innerhalb Europas sowie entsprechende Zonen in Nordamerika; in den Alpen bis in eine Höhenlage von etwa 1860 Meter. In Deutschland ziemlich selten mit großen Verbreitungslücken, insbesondere in kalkarmen Regionen im Norden, Westen und Osten.
- Carex viridula var. viridula: Ist eurasisch (subozean) verbreitet. In Deutschland zerstreut mit größeren Verbreitungslücken. Steigt in den Alpen in Graubünden im Val Roseg bis 2000 Meter auf.[5]
- Carex viridula var. pulchella: Küstengebiete (genauere pflanzengeographische Abgrenzung offenbar nicht bekannt). In Deutschland nur an den Küsten von Nord- und Ostsee.
- Carex demissa: Nordisch-subatlantisch innerhalb Europas sowie kanadische Küste. In Deutschland sehr zerstreut mit großen Verbreitungslücken; kommt nicht in den Alpen vor.
- Carex lepidocarpa: (Nordisch)-subatlantisch innerhalb Europas. In Deutschland sehr zerstreut mit großen Verbreitungslücken, insbesondere im kalkarmen Norddeutschen Tiefland; etwas zusammenhängendere Vorkommen gibt es noch im südlichen Bayern, namentlich im kalkreichen Alpenvorland.
- Carex derelicta: Von diesem erst 2008 beschriebenen Endemiten ist lediglich der im Jahr 1991 gesammelte Holotypus bekannt; Fundort sind die Krkonoše-Berge im tschechischen Riesengebirge auf etwa 1320 Metern.[3] Sie wird nach Euro+Med als Synonym zu Carex viridula gestellt.[6]

Die Schuppenfrüchtige Gelb-Segge (Carex lepidocarpa) wird in Deutschland bundesweit auf der Roten Liste als „gefährdet“ geführt; die übrigen Taxa stehen in verschiedenen regionalen Roten Listen der Bundesländer. Hauptgefährdungsursachen für die Bestände der einzelnen Gelbseggenarten sind Nährstoffeinträge sowie Entwässerung in ihren stark bedrohten Moor- und anderen Feucht-Lebensräumen.